# A Minnesota North Stars játékosainak listája
Ez egy lista azokról a játékosokról, akik legalább egy mérkőzésen pályára léptek a Minnesota North Stars mezében az National Hockey League-ben. Ez a lista nem tartalmazza a jogutód csapatok játékosainak neveit.
| Ábécé szerinti tartalomjegyzék                      |
| --------------------------------------------------- |
| A B C D E F G H I J K L M N O P Q R S T U V W X Y Z |

## A
- Keith Acton,
- Chris Ahrens,
- Kent-Erik Andersson,
- Mike Antonovich,
- Dave Archibald,
- Jim Archibald,
- Chuck Arnason,
- Brent Ashton,

## B
- Warren Babe,
- John Baby,
- Helmuts Balderis,
- Dave Balon,
- Don Barber,
- Bob Barlow,
- Doug Barrault,
- Fred Barrett,
- John Barrett,
- Garry Bauman,
- Norm Beaudin,
- Don Beaupre,
- Brian Bellows,
- Harvey Bennett, Jr.,
- Perry Berezan,
- Mike Berger,
- Bob Bergloff,
- Bo Berglund,
- Gary Bergman,
- Brad Berry,
- Daniel Berthiaume,
- Nick Beverley,
- Dwight Bialowas,
- Don Biggs,
- Scott Bjugstad,
- James Black,
- Don Blackburn,
- Rick Boh,
- Leo Boivin,
- Jim Boo,
- Henry Boucha,
- André Boudrias,
- Paul Boutilier,
- Per-Olov Brasar,
- Ken Broderick,
- Bob Brooke,
- Aaron Broten,
- Neal Broten,
- Murray Brumwell,
- Marc Bureau,
- Charlie Burns,
- Bill Butters,
- Jerry Byers,

## C
- Terry Caffery,
- Craig Cameron,
- Jack Carlson,
- Jon Casey,
- Jay Caufield,
- Shawn Chambers,
- Bob Charlebois,
- Mike Chernoff,
- Dan Chicoine,
- Rick Chinnick,
- Colin Chisholm,
- Steve Christoff,
- Shane Churla,
- Dino Ciccarelli,
- Enrico Ciccone,
- Tom Colley,
- Bill Collins,
- Wayne Connelly,
- Joe Contini,
- Bob Cook,
- Tim Coulis,
- Russ Courtnall,
- Jim Craig,
- Mike Craig,
- Dave Cressman,
- Ray Cullen,

## D
- Ulf Dahlén,
- Chris Dahlquist,
- Larry DePalma,
- Gary Dineen,
- Gord Dineen,
- Jim Dobson,
- Clark Donatelli,
- Jordy Douglas,
- Jude Drouin,
- Gaétan Duchesne,
- Ken Duggan,
- Blake Dunlop,

## E
- Mike Eaves,
- Gary Edwards,
- Todd Elik,
- Jerry Engele,
- Grant Erickson,
- Roland Eriksson,
- Kevin Evans,

## F
- Bill Fairbairn,
- Tony Featherstone,
- George Ferguson,
- Mike Fidler,
- Alex Fitzpatrick,
- John Flesch,
- Rob Flockhart,
- Jon Fontas,
- Curt Fraser,
- Ron Friest,

## G
- Link Gaetz,
- Dave Gagner,
- Jamie Gallimore,
- Gary Gambucci,
- Mike Gartner,
- Stewart Gavin,
- Gary Geldart,
- Barry Gibbs,
- Gilles Gilbert,
- Brent Gilchrist,
- Curt Giles,
- Brian Glynn,
- Pete Goegan,
- Bill Goldsworthy,
- Steve Gotaas,
- Dirk Graham,
- Danny Grant,
- Norm Gratton,
- Jari Grönstrand

## H
- Marc Habscheid,
- Anders Håkansson,
- Murray Hall,
- Mats Hallin,
- Ted Hampson,
- Dave Hanson,
- Mark Hardy,
- George Harris,
- Ted Harris,
- Paul Harrison,
- Craig Hartsburg,
- Fred Harvey,
- Derian Hatcher,
- Peter Hayek,
- Brian Hayward,
- Bill Heindl,
- Raimo Helminen,
- Archie Henderson,
- Bryan Hextall, Jr.,
- Dennis Hextall,
- Ernie Hicke,
- Doug Hicks,
- Larry Hillman,
- Wayne Hillman,
- Tom Hirsch,
- Ken Hodge, Jr.,
- Bill Hogaboam,
- Terry Holbrook,
- Paul Holmgren,
- Bronco Horvath,
- Ed Hospodar,
- Paul Houck,

## J
- Don Jackson,
- Steve Janaszak,
- Mark Janssens,
- Pierre Jarry,
- Wes Jarvis,
- David H. Jensen,
- Steve Jensen,
- Paul Jerrard,
- Don Johns,
- Jim Johnson,
- Mark Johnson,
- Joey Johnston,
- Marshall Johnston,

## K
- Kevin Kaminski,
- Dan Keczmer,
- Udo Kießling,
- Trent Klatt,
- Dean Kolstad,

## L
- Gord Labossiere,
- Rob Laird,
- Dave Langevin,
- Alain Langlais,
- Peter Lappin,
- Claude Larose,
- Reed Larson,
- Danny Lawson,
- Brian Lawton,
- Ken Leiter,
- Louis Levasseur,
- Craig Levie,
- Lars Lindgren,
- Pete LoPresti,
- Craig Ludwig,
- Len Lunde,

## M
- Al MacAdam,
- Parker MacDonald,
- Kim MacDougall,
- Barry MacKenzie,
- David Mackey,
- Brian MacLellan,
- Pat MacLeod,
- Dean Magee,
- Steve Maltais,
- Dan Mandich,
- Kris Manery,
- Cesare Maniago,
- Moe Mantha, Jr.,
- Milan Marcetta,
- John Markell,
- Terry Martin,
- Tom Martin,
- Don Martineau,
- Steve Martinson,
- Dennis Maruk,
- Bill Masterton,
- Markus Mattsson,
- Richard Matvichuk,
- Brad Maxwell,
- Bryan Maxwell,
- Kevin Maxwell,
- Tom McCarthy,
- Ted McCaskill,
- Bob McCord,
- Jim McElmury,
- Mike McHugh,
- Bruce McIntosh,
- Walt McKechnie,
- Tony McKegney,
- Jim McKenny,
- Mike McMahon,
- Mike McPhee,
- Basil McRae,
- Ron Meighan,
- Barrie Meissner,
- Roland Melanson,
- Roger Melin,
- Gilles Meloche,
- Mitch Messier,
- Pat Micheletti,
- Lindsay Middlebrook,
- Kip Miller,
- John Miszuk,
- Roy Mitchell,
- Mike Modano,
- Doug Mohns,
- Jayson More,
- Wayne Muloin,
- Larry Murphy,
- Frank Musil,
- Jarmo Myllys,

## N
- Lou Nanne,
- Rich Nantais,
- Mark Napier,
- Bob Nevin,
- Kent Nilsson,
- Rod Norrish,
- Bill Nyrop,

## O
- Dennis O’Brien,
- Danny O’Shea,
- Murray Oliver,
- Bill Orban,
- Mark Osiecki,

## P
- Brad Palmer,
- Bob Paradise,
- Jean-Paul Parisé,
- Dušan Pašek,
- Mark Pavelich,
- Steve Payne,
- Allen Pedersen,
- Alex Pirus,
- Bill Plager,
- Willi Plett,
- Tom Polanic,
- Mike Polich,
- Jean Potvin,
- Dan Poulin,
- Dean Prentice,
- Pat Price,
- Andre Pronovost,
- Brian Propp,
- Chris Pryor,

## Q
- Dan Quinn,

## R
- Rob Ramage,
- Dick Redmond,
- Tom Reid,
- Dave Richter,
- Fern Rivard,
- Gordie Roberts,
- Jim Roberts,
- Scott Robinson,
- John Rogers,
- Doug Rombough,
- Bob Rouse,
- Bobby Rousseau,
- Stephane Roy,
- Duane Rupp,
- Terry Ruskowski,

## S
- Scott Sandelin,
- Mike Sands,
- Gary Sargent,
- Glen Sather,
- Wally Schreiber,
- Danny Seguin,
- George Servinis,
- Glen Sharpley,
- David Shaw,
- Gord Sherven,
- Paul Shmyr,
- Reid Simpson,
- Ilkka Sinisalo,
- Ville Siren,
- Tommy Sjödin,
- Darryl Sly,
- Doug Smail,
- Bobby Smith,
- Brian Smith,
- Derrick Smith,
- Gary Smith,
- Greg Smith,
- Randy Smith,
- Harold Snepsts,
- Ken Solheim,
- George Standing,
- Fred Stanfield,
- Bill Stewart,

## T
- Peter Taglianetti,
- Kari Takko,
- Dean Talafous,
- Jean-Guy Talbot,
- Ted Taylor,
- Bill Terry,
- Leo Thiffault,
- Mario Thyer,
- Mark Tinordi,
- Kirk Tomlinson,
- Sean Toomey,
- Tim Trimper,
- Al Tuer,

## V
- Elmer Vasko,
- Randy Velischek,
- Emanuel Viveiros,

## W
- Darcy Wakaluk,
- Carl Wetzel,
- Tony White,
- Bob Whitlock,
- Neil Wilkinson,
- Tom Williams,
- Ron Wilson,
- Gump Worsley,
- Bob Woytowich,

## Y
- Tim Young,
- Warren Young,
- Tom Younghans,

## Z
- Ron Zanussi,
- Richard Zemlak,
- Rob Zettler,